# Liste der mexikanischen Kinofilme 1916
Die Liste der mexikanischen Kinofilme des Jahres 1916 führt alle in diesem Jahr in Mexiko gedrehten Langfilme auf. In diesem Jahr wurde mit dem Historienfilm 1810 o los libertadores de México der erste mexikanische Film mit über einer Stunde Laufzeit gedreht. Insgesamt gab es in diesem Jahr zwei Langfilme aus Mexiko und einen in New York City gedrehten, der aber allgemein als mexikanischer Film gilt.
Die in dieser Liste aufgeführten Informationen basieren auf David E. Wilts Buch „The Mexican Filmography 1916 through 2001“, der die vollständigste Filmographie für Mexiko vorgelegt hat.

## Legende
- Titel: Nennt soweit vorhanden den offiziellen deutschen Filmtitel, andernfalls den spanischen Originaltitel.
- Regisseur: Nennt den Regisseur oder die Regisseure des Films.
- Genre: Nennt die Genrezuordnung.
- Darsteller: Nennt drei Hauptdarsteller.
- Besonderheiten: Führt Besonderheiten und Hintergründe zum Film auf.

## Filmliste
| Titel                             | Regisseur                                             | Genre         | Darsteller                                                  | Besonderheiten                                                                       |
| --------------------------------- | ----------------------------------------------------- | ------------- | ----------------------------------------------------------- | ------------------------------------------------------------------------------------ |
| 1810 o los libertadores de México | Carlos Martínez de Arredondo; Manuel Cirerol Sansores | Historienfilm | Elena Vasallo de Bravo; Alfredo Varela, Sr.; Carmen Beltrán | Erster mexikanischer Film mit über einer Stunde Laufzeit.                            |
| Fatal orgullo                     | Manuel de la Bandera; Felipe de Jesús Haro            |               | Gilda Chávarri; Consuelo Cabrera; Manuel de la Bandera      | Der Film wurde nicht vollendet.                                                      |
| El pobre Balbuena                 | Manuel Noriega                                        | Filmkomödie   | Mariá Conesa; Manuel Noriega                                | Der Film wurde in New York City gedreht, gilt aber allgemein als mexikanischer Film. |